# 小笠原光雄
小笠原 光雄（おがさわら みつお、1894年7月20日 - 1988年1月6日）は、日本の経営者。三菱銀行頭取を務めた。東京都出身。

## 経歴
1894年生まれ。1918年に東京帝国大学法科独法科を卒業し、三菱合資での勤務を経て、1921年に三菱銀行に入行した。1945年に取締役に就任し、1946年に常務、1947年に専務、1948年に副頭取を経て、1954年に頭取に就任した。1959年に相談役に就任。
財界では、全国銀行協会連合会会長、日本銀行参与を務めた。また、成城学園第5代理事長も務めた。1988年1月6日心不全のために死去。93歳没。

## 受賞・栄典
- 1965年：勲二等瑞宝章を受章した[1]。

## 家族・親族
- 妻：市村貞子は市村瓚次郎(東洋史学者)の長女[4]。